# البهائية في سلوفاكيا
يرجع تاريخ وجود الدين البهائي في سلوفاكياا إلى نحو عام 1916، عندما دعا عبد البهاء أتباع الدين البهائي إلى نشر العقيدة في مناطق مختلفة من أوروبا، بما في ذلك الأراضي التي تُعرف اليوم بسلوفاكيا، والتي كانت آنذاك جزءًا من الإمبراطورية النمساوية المجرية.
ورغم عدم وضوح تاريخ دخول أول البهائيين إلى سلوفاكيا بشكل دقيق، إلا أن هناك أدلة على وجود أفراد بهائيين في تشيكوسلوفاكيا بحلول عام 1910.
مع نهاية الحقبة الشيوعية في أوروبا الشرقية، ظهرت مؤشرات على نشاط بهائي منتظم في سلوفاكيا ابتداءً من عام 1989. وبعد تفكك الاتحاد السوفييتي في أواخر عام 1991، بدأت المجتمعات البهائية في النمو، بما في ذلك في تشيكوسلوفاكيا، حيث تطورت المؤسسات الإدارية للدين.
في عام 1991، أُنتخب أول جمعية روحية محلية بهائية في العاصمة براتيسلافا، والتي أصبحت أيضًا مقرًا لمدرسة فوريل الدولية.[4] وفي عام 1998، أُسست جمعيتين وطنيتين منفصلتين لجمهوريتي التشيك وسلوفاكيا.
ورغم أن القانون السلوفاكي لا يُلزم الجماعات الدينية بالتسجيل لدى الحكومة، فإن التسجيل مطلوب للقيام بالعديد من الأنشطة الدينية وامتلاك العقارات.[5] في عام 2007، قدّم ممثلو المجتمع البهائي 28,000 توقيع من مؤيدين مواطنين إلى الحكومة السلوفاكية، مما أسفر عن الاعتراف الرسمي بهم كطائفة دينية مسجلة.
ووفقًا لتقديرات جمعية أرشيفات بيانات الأديان بالاستناد إلى الموسوعة المسيحية العالمية، بلغ عدد البهائيين في سلوفاكيا نحو 680 شخصًا في عام 2005.

## الأيام الأولى

### ألواح عبد البهاء للخطة الإلهية
قبل عام 1918، كانت منطقة سلوفاكيا جزءًا من إمبراطورية النمسا والمجر. كتب عبد البهاء، الذي كان آنذاك رئيسًا للدين، سلسلة من الرسائل، أو الألواح، إلى أتباع الدين في الولايات المتحدة في عامي 1916 – 1917، يقترح فيها على البهائيين أن يأخذوا الدين إلى العديد من الأراضي، بما في ذلك هذه البلاد. وقد جُمعت هذه الرسائل في كتاب بعنوان "ألواح الخطة الإلهية"، ولكن تأخر نشره بسبب الحرب العالمية الأولى وجائحة الإنفلونزا الإسبانية. وقد تُرجمت ونشرها في مجلة نجم الغرب في 12 ديسمبر 1919. يقول أحد الألواح جزئيًا:
باختصار، لقد أشعلت هذه الحرب التي تهلك العالم نارًا في القلوب لا توصف. في جميع دول العالم، يستحوذ الشوق إلى السلام الشامل على وعي البشر. ما من روح إلا وتتوق إلى الوئام والسلام. لقد تحققت حالة رائعة من التقبل... لذا، يا مؤمني الله! ابذلوا جهدكم، وبعد هذه الحرب انشروا خلاصة التعاليم الإلهية في الجزر البريطانية، وفرنسا، وألمانيا، والنمسا والمجر، وروسيا، وإيطاليا، وإسبانيا، وبلجيكا، وسويسرا، والنرويج، والسويد، والدنمارك، وهولندا، والبرتغال، ورومانيا، وصربيا، والجبل الأسود، وبلغاريا، واليونان، وأندورا، وليختنشتاين، ولوكسمبورغ، وموناكو، وسان مارينو، وجزر البليار، وكورسيكا، وسردينيا، وصقلية، وكريت، ومالطا، وأيسلندا، وجزر فارو، وجزر شيتلاند، وجزر هيبريدس، وجزر أوركني.

### بدايات جديدة
ليس من الواضح متى دخل البهائيون لأول مرة إلى سلوفاكيا، ولكن كان هناك بهائيون في تشيكوسلوفاكيا بحلول عام 1910. ومع ذلك، في المجال السوفييتي خلال فترة حلف وارسو، تبنت الحكومة المدنية السياسة السوفييتية في قمع الدين، لذلك فإن البهائيين، الذين يلتزمون بشكل صارم بمبدأ طاعة الحكومة الشرعية، تخلوا عن إدارتها وممتلكاتها. كانت هناك مجموعة من البهائيين في براغ لفترة من الزمن.
ومع انتهاء فترة الهيمنة الشيوعية في أوروبا الشرقية، ظهرت أدلة على وجود نشاط منظم في سلوفاكيا يعود تاريخه إلى عام 1989 تقريبًا. كان التوسع والتعزيز الكبير للمجتمعات البهائية يحدث بحلول وقت حل الاتحاد السوفييتي في أواخر عام 1991، مع انتخاب الهيئات الإدارية البهائية في جميع المناطق التي عُزلت خلف الستار الحديدي، بما في ذلك تشيكوسلوفاكيا. شهد عام 1991 انتخاب أول جمعية روحية محلية للبهائيين في براتيسلافا، وفي وقت لاحق من نفس العام انتخاب الجمعية الروحية الوطنية في تشيكوسلوفاكيا والجمعية المحلية في كوشيتسه. شُكلت جمعيتين وطنيتين منفصلتين لجمهورية التشيك وسلوفاكيا في عام 1998.

## المجتمع الحديث
توجد مجتمعات بهائية راسخة في بانسكا بيستريكا وما حولها وبراتيسلافا وكوشيتسه وترينسين وترنافا.
منذ نشأة الدين البهائي، حث مؤسسه بهاءالله المؤمنين على المشاركة في التنمية الاجتماعية والاقتصادية، مما أدى إلى قيام الأفراد بالنشاط في مشاريع مختلفة. على الرغم من عدم وجود مشروع طويل الأجل نظمته الجماعة البهائية في سلوفاكيا، فقد قام أفراد من سلوفاكيا بتنفيذ مشاريع هنا (في شكل منظمات غير حكومية ومدارس خاصة غير طائفية) وفي الخارج (انظر على سبيل المثال ذكر يوم الأرض عام 1995، عندما انضمت سلوفاكيا إلى قائمة البلدان التي أودعت تربتها في نصب السلام لقمة الأرض في ريو دي جانيرو).
أبدت شخصيات بارزة من سلوفاكيا، ممن ليسوا بهائيين، اهتمامًا بالمشاريع والقضايا البهائية على المستوى الدولي، وكان آخرها في 13 ديسمبر 2004 عندما حضرت السيدة الأولى للجمهورية السلوفاكية، سيلفيا جاسباروفيتشوفا، صلاة في معبد لوتس في نيودلهي، وهو بيت العبادة البهائي. على مدى سنوات عديدة، دعمت الحكومة السلوفاكية قرارات الأمم المتحدة التي تدين اضطهاد البهائيين في إيران.

### تسجيل
لا يشترط القانون السلوفاكي تسجيل الجماعات الدينية، فقط الجماعات الدينية المسجلة لها الحق القانوني في امتلاك الممتلكات، وبناء أماكن العبادة، وإقامة حفلات الزواج، وإجراء خدمات العبادة العامة وغيرها من الأنشطة. ويحق لأولئك الذين يقومون بالتسجيل الحصول على الدعم المالي من الحكومة، بما في ذلك إعانات لرجال الدين والنفقات الإدارية. وكان البهائيون في سلوفاكيا ضمن قائمة قصيرة من المجتمعات المعترف بها التي رفضت قبول مثل هذا الدعم المالي، لأن القانون البهائي يحظر المساهمة المالية من خارج المجتمع البهائي. في أوائل عام 2007، قدم ممثلو الديانة البهائية إلى حكومة سلوفاكيا 28 ألف توقيع من المواطنين لدعم تسجيلهم. وقد استوفى هذا الشرط المعاصر للاعتراف بها كجماعة دينية مسجلة، وهو ما منحته الحكومة السلوفاكية قريبًا. في ذلك الوقت، كان هناك ذكر لوجود 200 عضو من المجتمع البهائي السلوفاكي. تقدر جمعية أرشيفات بيانات الأديان (بالاعتماد على الموسوعة المسيحية العالمية) عدد البهائيين بحوالي 680 في عام 2005. وبعد فترة وجيزة، غُير القانون ليتطلب أن يكون 20 ألف فرد أعضاء فعليين في الدين قبل أن يُسجل.

## روابط خارجية
- الموقع الرسمي للجمعية الروحية الوطنية في سلوفاكيا
المشاركون في المؤتمر الوطني للبهائيين في سلوفاكيا، 2005.
- الموقع الرسمي للجمعية الروحية الوطنية للجمهورية التشيكية